# Баррі Бек
Баррі Бек (англ. Barry Beck, нар. 3 червня 1957, Ванкувер) — колишній канадський хокеїст, що грав на позиції захисника. Грав за збірну команду Канади.

## Ігрова кар'єра
Хокейну кар'єру розпочав 1973 року.
1977 року був обраний на драфті НХЛ під 2-м загальним номером командою «Колорадо Рокіз». 
Протягом професійної клубної ігрової кар'єри, що тривала 14 років, захищав кольори команд «Лос-Анджелес Кінгс», «Нью-Йорк Рейнджерс» та «Колорадо Рокіз».
Брав участь у матчах за збірну НХЛ на Кубку виклику 1979.
Виступав за національну збірну Канади.

## Нагороди та досягнення
- Пам'ятний трофей Білла Гантера — 1977.
- Меморіальний кубок у складі клубу «Нью-Вестмінстер Брюїнс» — 1977.
- Учасник матчу усіх зірок НХЛ — 1978, 1980, 1981, 1982.

## Статистика
| Сезон      | Клуб                     | Ліга | Регулярний сезон | Регулярний сезон | Регулярний сезон | Регулярний сезон | Регулярний сезон | Плей-оф | Плей-оф | Плей-оф | Плей-оф | Плей-оф |
| Сезон      | Клуб                     | Ліга | І                | Г                | П                | О                | ШХ               | І       | Г       | П       | О       | ШХ      |
| ---------- | ------------------------ | ---- | ---------------- | ---------------- | ---------------- | ---------------- | ---------------- | ------- | ------- | ------- | ------- | ------- |
| 1973–74    | «Камлупс Чифс»           | ЗКХЛ | 1                | 0                | 0                | 0                | 0                | —       | —       | —       | —       | —       |
| 1974–75    | «Нью-Вестмінстер Брюїнс» | ЗКХЛ | 58               | 9                | 33               | 42               | 162              | 18      | 4       | 9       | 13      | 52      |
| 1975–76    | «Нью-Вестмінстер Брюїнс» | ЗКХЛ | 68               | 19               | 80               | 99               | 325              | 17      | 3       | 9       | 12      | 58      |
| 1976–77    | «Нью-Вестмінстер Брюїнс» | ЗКХЛ | 61               | 16               | 46               | 62               | 167              | 12      | 4       | 6       | 10      | 39      |
| 1977–78    | «Колорадо Рокіз»         | НХЛ  | 75               | 22               | 38               | 60               | 89               | 2       | 0       | 1       | 1       | 0       |
| 1978–79    | «Колорадо Рокіз»         | НХЛ  | 63               | 14               | 28               | 42               | 91               | —       | —       | —       | —       | —       |
| 1979–80    | «Колорадо Рокіз»         | НХЛ  | 10               | 1                | 5                | 6                | 8                | —       | —       | —       | —       | —       |
| 1979–80    | «Нью-Йорк Рейнджерс»     | НХЛ  | 61               | 14               | 45               | 59               | 98               | 9       | 1       | 4       | 5       | 6       |
| 1980–81    | «Нью-Йорк Рейнджерс»     | НХЛ  | 75               | 11               | 23               | 34               | 231              | 14      | 5       | 8       | 13      | 32      |
| 1981–82    | «Нью-Йорк Рейнджерс»     | НХЛ  | 60               | 9                | 29               | 38               | 111              | 10      | 1       | 5       | 6       | 14      |
| 1982–83    | «Нью-Йорк Рейнджерс»     | НХЛ  | 66               | 12               | 22               | 34               | 112              | 9       | 2       | 4       | 6       | 8       |
| 1983–84    | «Нью-Йорк Рейнджерс»     | НХЛ  | 72               | 9                | 27               | 36               | 132              | 4       | 1       | 0       | 1       | 6       |
| 1984–85    | «Нью-Йорк Рейнджерс»     | НХЛ  | 56               | 7                | 19               | 26               | 65               | 3       | 0       | 1       | 1       | 11      |
| 1985–86    | «Нью-Йорк Рейнджерс»     | НХЛ  | 25               | 4                | 8                | 12               | 24               | —       | —       | —       | —       | —       |
| 1989–90    | «Лос-Анджелес Кінгс»     | НХЛ  | 52               | 1                | 7                | 8                | 53               | —       | —       | —       | —       | —       |
| 11 сезонів | Усього в НХЛ             |      | 615              | 104              | 251              | 355              | 1014             | 51      | 10      | 23      | 33      | 77      |